# Lucio Colletti
Lucio Colletti (Roma, 8 de dezembro de 1924 — Venturina, 3 de novembro de 2001) foi um filósofo e político italiano.
Colletti começou a ser conhecido fora da Itália por causa de uma longa entrevista que o historiador marxista Perry Anderson publicado na New Left Review em 1974.
Estudou filosofia na Universidade de Messina com o filósofo marxista Galvano Della Volpe. Colletti era bem conhecido como um crítico do idealismo hegeliano e também mais tarde tornou-se um crítico notável de marxismo.
Colletti mudou muitas vezes suas crenças políticas e abandonou muitas das suas crenças marxistas iniciais. Colletti juntou-se ao Partido Comunista Italiano (PCI) em 1949. Em 1964, Coletti deixou o PCI porque a ruptura com seu passado semi-stalinista estava liderando no que ele chamou de "direção claramente para a direita". Na década de 1970 ele estava entre os partidários do líder socialista Bettino Craxi. De 1996 até sua morte, ele foi eleito pelo Forza Italia (partido político de direita, no qual também é filiado Silvio Berlusconi), no parlamento italiano.

## Obra
- Ideologia e società. Bari, Laterza, 1969.
- Intervista politico-filosofica. Roma-Bari, Laterza, 1974.
- Sui Quaderni filosofici di Lenin. Roma-Bari, Laterza, 1976.
- Il marxismo e Hegel: Materialismo dialettico e irrazionalismo . Bari, Laterza, 1976.
- Il marxismo e il "crollo" del capitalismo. Roma-Bari, Laterza, 1977.
- Tra marxismo e no. Roma-Bari, Laterza, 1979.
- Crisi delle ideologie, Intervista politico-filosofica, Il marxismo del XX secolo, Le ideologie dal '68 a oggi. Milano, Club degli editori, 1981.
- Tramonto dell'ideologia. Roma-Bari, Laterza, 1986.
- Pagine di filosofia e politica. Milano, Rizzoli, 1986. ISBN 88-420-1750-7.
- La logica di Benedetto Croce. Lungro di Cosenza, Marco, 1993. ISBN 88-85350-25-9.
- Fine della filosofia e altri saggi. Roma, Ideazione, 1996. ISBN 88-86812-14-0.Referências

1. 1 2 3  Lane, John Francis (8 de novembro de 2001). «Obituary: Lucio Colletti». the Guardian (em inglês). Consultado em 30 de abril de 2018